# Eugraphe melancholina
Eugraphe melancholina là một loài bướm đêm trong họ Noctuidae.